# Попишка
По̀пишка е квартал (махала) на град Троян. Намира се в югоизточната част на града.

## Етимология
Местен жител на махалата разкрива пред българска печатна медия етимологията на името: в близкия храм имало поп, който бранил честта на горната („богаташка“) махала. След гощавка свещеникът тръгнал без дрехи към долната („бедняшка“), на което станали свидетели децата от махалата и възкликнали на глас: „Поп по пишка! Поп по пишка!“. Възниквали са предложения за смяна на името на „Попешка“, но това така и не се случило, тъй като от настоящото към онзи момент име „нямало повод за срам“, най-малкото защото от махалата произлезли някои знаменити личности.